# Atletismo nos Jogos Pan-Americanos de 1951 - Arremesso de peso feminino
A prova do arremesso de peso feminino nos Jogos Pan-Americanos de 1951 foi realizada em Buenos Aires, Argentina.

## Medalhistas
| Ouro                                   | Prata                     | Bronze                         |
| Ingeborg Mello de Preiss ARG Argentina | Vera Trezoitko BRA Brasil | Ingeborg Pfüller ARG Argentina |

## Resultados
| Posição           | Nome                     | Nacionalidade      | Marca | Notas |
| ----------------- | ------------------------ | ------------------ | ----- | ----- |
| Medalha de ouro   | Ingeborg Mello de Preiss | ARG Argentina      | 12.45 |       |
| Medalha de prata  | Vera Trezoitko           | BRA Brasil         | 11.59 |       |
| Medalha de bronze | Ingeborg Pfüller         | ARG Argentina      | 11.58 |       |
| 4                 | Frances Kaszubski        | USA Estados Unidos | 11.34 |       |
| 5                 | Amelia Bert              | USA Estados Unidos | 10.83 |       |
| 6                 | Julia Huapaya            | PER Peru           | 10.39 |       |
| 7                 | Ursula Holle             | CHI Chile          | 10.08 |       |
| 8                 | Haydée Valet             | ARG Argentina      | 10.06 |       |